# Résultats électoraux de Rimouski
Les résultats électoraux de Rimouski sont inscrits dans les tableaux ci-dessous.
| Aller aux résultats d'une élection |
| --- |
| 1867 • 1871 • 1872 • 1875 • 1878 • 1880 • 1881 • 1886 • 1889 • 1890 • 1892 • 1897 • 1900 • 1904 • 1905 • 1907 • 1908 • 1912 • 1916 • 1919 • 1923 • 1927 • 1931 • 1935 • 1936 • 1939 • 1944 • 1948 • 1952 • 1956 • 1960 • 1962 • 1966 • 1970 • 1973 • 1976 • 1981 • 1985 • 1989 • 1994 • 1998 • 2003 • 2007 • 2008 • 2012 • 2014 • 2018 • 2022 |

## Résultats
|                                                                                               | Nom                       | Parti              | Nombre de voix | %      | Maj.  |
| --------------------------------------------------------------------------------------------- | ------------------------- | ------------------ | -------------- | ------ | ----- |
|                                                                                               | Maïté Blanchette Vézina   | Coalition avenir   | 13 761         | 41,8 % | 4 321 |
|                                                                                               | Samuel Ouellet            | Parti québécois    | 9 440          | 28,6 % | -     |
|                                                                                               | Carol-Ann Kack            | Québec solidaire   | 7 042          | 21,4 % | -     |
|                                                                                               | Stéphanie Du Mesnil       | Conservateur       | 1 566          | 4,8 %  | -     |
|                                                                                               | Claude Laroche            | Libéral            | 992            | 3 %    | -     |
|                                                                                               | Pierre Beaudoin           | Climat Québec      | 104            | 0,3 %  | -     |
|                                                                                               | Danielle Mélanie Gaudreau | Démocratie directe | 55             | 0,2 %  | -     |
| Total                                                                                         | Total                     | Total              | 32 960         | 100 %  |       |
| Le taux de participation lors de l'élection était de 71,6 % et 274 bulletins ont été rejetés. |                           |                    |                |        |       |

|                                                                                               | Nom                    | Parti            | Nombre de voix | %      | Maj.  |
| --------------------------------------------------------------------------------------------- | ---------------------- | ---------------- | -------------- | ------ | ----- |
|                                                                                               | Harold LeBel (sortant) | Parti québécois  | 13 940         | 43,9 % | 6 037 |
|                                                                                               | Nancy Lévesque         | Coalition avenir | 7 903          | 24,9 % | -     |
|                                                                                               | Carol-Ann Kack         | Québec solidaire | 5 531          | 17,4 % | -     |
|                                                                                               | Claude Laroche         | Libéral          | 3 914          | 12,3 % | -     |
|                                                                                               | Alexie Plourde         | Vert             | 220            | 0,7 %  | -     |
|                                                                                               | Denis Bélanger         | Indépendant      | 123            | 0,4 %  | -     |
|                                                                                               | Dany Lévesque          | Bloc pot         | 106            | 0,3 %  | -     |
| Total                                                                                         | Total                  | Total            | 31 737         | 100 %  |       |
| Le taux de participation lors de l'élection était de 70,2 % et 282 bulletins ont été rejetés. |                        |                  |                |        |       |

|                                                                                               | Nom                | Parti            | Nombre de voix | %      | Maj.  |
| --------------------------------------------------------------------------------------------- | ------------------ | ---------------- | -------------- | ------ | ----- |
|                                                                                               | Harold LeBel       | Parti québécois  | 12 028         | 40,6 % | 3 140 |
|                                                                                               | Pierre Huot        | Libéral          | 8 888          | 30 %   | -     |
|                                                                                               | Marie-Neige Besner | Québec solidaire | 4 851          | 16,4 % | -     |
|                                                                                               | Steven Fleurent    | Coalition avenir | 3 186          | 10,8 % | -     |
|                                                                                               | Pierre Beaudoin    | Option nationale | 327            | 1,1 %  | -     |
|                                                                                               | Pier-Luc Gagnon    | Parti nul        | 219            | 0,7 %  | -     |
|                                                                                               | Tom-Henri Cyr      | Bloc pot         | 138            | 0,5 %  | -     |
| Total                                                                                         | Total              | Total            | 29 637         | 100 %  |       |
| Le taux de participation lors de l'élection était de 67,3 % et 426 bulletins ont été rejetés. |                    |                  |                |        |       |

|                                                                                               | Nom                       | Parti            | Nombre de voix | %      | Maj.  |
| --------------------------------------------------------------------------------------------- | ------------------------- | ---------------- | -------------- | ------ | ----- |
|                                                                                               | Irvin Pelletier (sortant) | Parti québécois  | 15 979         | 48,3 % | 8 721 |
|                                                                                               | Raymond Giguère           | Libéral          | 7 258          | 22 %   | -     |
|                                                                                               | Jean-Paul Carrier         | Coalition avenir | 5 684          | 17,2 % | -     |
|                                                                                               | Rosalie Carrier Cyr       | Québec solidaire | 2 409          | 7,3 %  | -     |
|                                                                                               | Pierre Beaudoin           | Option nationale | 910            | 2,8 %  | -     |
|                                                                                               | Clément Pelletier         | Vert             | 630            | 1,9 %  | -     |
|                                                                                               | Renaud Blais              | Parti nul        | 182            | 0,6 %  | -     |
| Total                                                                                         | Total                     | Total            | 33 052         | 100 %  |       |
| Le taux de participation lors de l'élection était de 75,6 % et 251 bulletins ont été rejetés. |                           |                  |                |        |       |

|                                                                                               | Nom                       | Parti               | Nombre de voix | %      | Maj.  |
| --------------------------------------------------------------------------------------------- | ------------------------- | ------------------- | -------------- | ------ | ----- |
|                                                                                               | Irvin Pelletier (sortant) | Parti québécois     | 12 973         | 48,5 % | 3 549 |
|                                                                                               | Raymond Giguère           | Libéral             | 9 424          | 35,2 % | -     |
|                                                                                               | Frédéric Audet            | Action démocratique | 3 410          | 12,7 % | -     |
|                                                                                               | Alain Thibault            | Québec solidaire    | 967            | 3,6 %  | -     |
| Total                                                                                         | Total                     | Total               | 26 774         | 100 %  |       |
| Le taux de participation lors de l'élection était de 62,1 % et 304 bulletins ont été rejetés. |                           |                     |                |        |       |

|                                                                                               | Nom               | Parti               | Nombre de voix | %      | Maj.  |
| --------------------------------------------------------------------------------------------- | ----------------- | ------------------- | -------------- | ------ | ----- |
|                                                                                               | Irvin Pelletier   | Parti québécois     | 12 925         | 40,6 % | 3 531 |
|                                                                                               | Roger Picard      | Libéral             | 9 394          | 29,5 % | -     |
|                                                                                               | Hélène Ménard     | Action démocratique | 6 988          | 21,9 % | -     |
|                                                                                               | Guylaine Bélanger | Québec solidaire    | 1 894          | 5,9 %  | -     |
|                                                                                               | Stéphanie Théorêt | Vert                | 651            | 2 %    | -     |
| Total                                                                                         | Total             | Total               | 31 852         | 100 %  |       |
| Le taux de participation lors de l'élection était de 74,3 % et 226 bulletins ont été rejetés. |                   |                     |                |        |       |

|                                                                                               | Nom                       | Parti               | Nombre de voix | %      | Maj.  |
| --------------------------------------------------------------------------------------------- | ------------------------- | ------------------- | -------------- | ------ | ----- |
|                                                                                               | Solange Charest (sortant) | Parti québécois     | 14 177         | 47,7 % | 3 360 |
|                                                                                               | Éric Forest               | Libéral             | 10 817         | 36,4 % | -     |
|                                                                                               | Stéphane Laforest         | Action démocratique | 4 719          | 15,9 % | -     |
| Total                                                                                         | Total                     | Total               | 29 713         | 100 %  |       |
| Le taux de participation lors de l'élection était de 71,1 % et 352 bulletins ont été rejetés. |                           |                     |                |        |       |

|                                                                                               | Nom                       | Parti                 | Nombre de voix | %      | Maj.  |
| --------------------------------------------------------------------------------------------- | ------------------------- | --------------------- | -------------- | ------ | ----- |
|                                                                                               | Solange Charest (sortant) | Parti québécois       | 16 687         | 56,4 % | 7 070 |
|                                                                                               | Chantal Landry            | Libéral               | 9 617          | 32,5 % | -     |
|                                                                                               | Louis Maranda             | Action démocratique   | 2 710          | 9,2 %  | -     |
|                                                                                               | Martin Poirier            | Bloc pot              | 357            | 1,2 %  | -     |
|                                                                                               | Manon Côté                | Démocratie socialiste | 192            | 0,6 %  | -     |
|                                                                                               | Gilles Roussel            | Loi naturelle         | 43             | 0,1 %  | -     |
| Total                                                                                         | Total                     | Total                 | 29 606         | 100 %  |       |
| Le taux de participation lors de l'élection était de 75,4 % et 251 bulletins ont été rejetés. |                           |                       |                |        |       |

|                                                                                               | Nom                       | Parti           | Nombre de voix | %      | Maj.  |
| --------------------------------------------------------------------------------------------- | ------------------------- | --------------- | -------------- | ------ | ----- |
|                                                                                               | Solange Charest           | Parti québécois | 14 926         | 51,5 % | 2 627 |
|                                                                                               | Michel Tremblay (sortant) | Libéral         | 12 299         | 42,4 % | -     |
|                                                                                               | Manon Côté                | NPD Québec      | 1 556          | 5,4 %  | -     |
|                                                                                               | Patrice Beaulieu          | Loi naturelle   | 227            | 0,8 %  | -     |
| Total                                                                                         | Total                     | Total           | 29 008         | 100 %  |       |
| Le taux de participation lors de l'élection était de 78,3 % et 432 bulletins ont été rejetés. |                           |                 |                |        |       |

|                                                                                               | Nom                       | Parti           | Nombre de voix | %      | Maj.  |
| --------------------------------------------------------------------------------------------- | ------------------------- | --------------- | -------------- | ------ | ----- |
|                                                                                               | Michel Tremblay (sortant) | Libéral         | 16 019         | 56,3 % | 3 578 |
|                                                                                               | Jean-Yves Roy             | Parti québécois | 12 441         | 43,7 % | -     |
| Total                                                                                         | Total                     | Total           | 28 460         | 100 %  |       |
| Le taux de participation lors de l'élection était de 73 % et 1 158 bulletins ont été rejetés. |                           |                 |                |        |       |

|                                                                                               | Nom                     | Parti           | Nombre de voix | %      | Maj. |
| --------------------------------------------------------------------------------------------- | ----------------------- | --------------- | -------------- | ------ | ---- |
|                                                                                               | Michel Tremblay         | Libéral         | 15 116         | 49,1 % | 284  |
|                                                                                               | Alain Marcoux (sortant) | Parti québécois | 14 832         | 48,2 % | -    |
|                                                                                               | Réal Saint-Laurent      | Union nationale | 853            | 2,8 %  | -    |
| Total                                                                                         | Total                   | Total           | 30 801         | 100 %  |      |
| Le taux de participation lors de l'élection était de 74,6 % et 557 bulletins ont été rejetés. |                         |                 |                |        |      |

|                                                                                               | Nom                     | Parti              | Nombre de voix | %      | Maj.  |
| --------------------------------------------------------------------------------------------- | ----------------------- | ------------------ | -------------- | ------ | ----- |
|                                                                                               | Alain Marcoux (sortant) | Parti québécois    | 20 106         | 61 %   | 8 963 |
|                                                                                               | Georges Fafard          | Libéral            | 11 143         | 33,8 % | -     |
|                                                                                               | Maurice Bouillon        | Union nationale    | 1 525          | 4,6 %  | -     |
|                                                                                               | Régine Valois           | Communiste ouvrier | 97             | 0,3 %  | -     |
|                                                                                               | Normand Fournier        | Marxiste-léniniste | 66             | 0,2 %  | -     |
| Total                                                                                         | Total                   | Total              | 32 937         | 100 %  |       |
| Le taux de participation lors de l'élection était de 83,9 % et 206 bulletins ont été rejetés. |                         |                    |                |        |       |

|                                                                                               | Nom                            | Parti                 | Nombre de voix | %      | Maj.  |
| --------------------------------------------------------------------------------------------- | ------------------------------ | --------------------- | -------------- | ------ | ----- |
|                                                                                               | Alain Marcoux                  | Parti québécois       | 15 232         | 53 %   | 5 146 |
|                                                                                               | Claude Saint-Hilaire (sortant) | Libéral               | 10 086         | 35,1 % | -     |
|                                                                                               | Raynald Voyer                  | Union nationale       | 1 664          | 5,8 %  | -     |
|                                                                                               | Alain Martel                   | Ralliement créditiste | 1 651          | 5,7 %  | -     |
|                                                                                               | Yvan Tronstad                  | Indépendant           | 87             | 0,3 %  | -     |
| Total                                                                                         | Total                          | Total                 | 28 720         | 100 %  |       |
| Le taux de participation lors de l'élection était de 86,3 % et 605 bulletins ont été rejetés. |                                |                       |                |        |       |

|                                                                                               | Nom                  | Parti           | Nombre de voix | %      | Maj.  |
| --------------------------------------------------------------------------------------------- | -------------------- | --------------- | -------------- | ------ | ----- |
|                                                                                               | Claude Saint-Hilaire | Libéral         | 13 268         | 50,9 % | 4 518 |
|                                                                                               | René Daigneault      | Parti québécois | 8 750          | 33,6 % | -     |
|                                                                                               | Alcide Michaud       | Créditiste      | 3 307          | 12,7 % | -     |
|                                                                                               | Raynald Voyer        | Union nationale | 730            | 2,8 %  | -     |
| Total                                                                                         | Total                | Total           | 26 055         | 100 %  |       |
| Le taux de participation lors de l'élection était de 82,2 % et 475 bulletins ont été rejetés. |                      |                 |                |        |       |

|                                                                                               | Nom                       | Parti           | Nombre de voix | %      | Maj.  |
| --------------------------------------------------------------------------------------------- | ------------------------- | --------------- | -------------- | ------ | ----- |
|                                                                                               | Maurice Tessier (sortant) | Libéral         | 9 987          | 35,9 % | 1 560 |
|                                                                                               | André Fecteau             | Parti québécois | 8 427          | 30,3 % | -     |
|                                                                                               | Jean-Claude Lebel         | Union nationale | 5 247          | 18,9 % | -     |
|                                                                                               | Hervé Dickner             | Créditiste      | 4 168          | 15 %   | -     |
| Total                                                                                         | Total                     | Total           | 27 829         | 100 %  |       |
| Le taux de participation lors de l'élection était de 85,7 % et 347 bulletins ont été rejetés. |                           |                 |                |        |       |

|                                                                                               | Nom               | Parti           | Nombre de voix | %      | Maj. |
| --------------------------------------------------------------------------------------------- | ----------------- | --------------- | -------------- | ------ | ---- |
|                                                                                               | Maurice Tessier   | Libéral         | 11 938         | 49,8 % | 428  |
|                                                                                               | Aristide Girardin | Union nationale | 11 510         | 48,1 % | -    |
|                                                                                               | Yves Dupré        | RIN             | 504            | 2,1 %  | -    |
| Total                                                                                         | Total             | Total           | 23 952         | 100 %  |      |
| Le taux de participation lors de l'élection était de 78,9 % et 393 bulletins ont été rejetés. |                   |                 |                |        |      |

|                                                                                               | Nom                     | Parti           | Nombre de voix | %      | Maj. |
| --------------------------------------------------------------------------------------------- | ----------------------- | --------------- | -------------- | ------ | ---- |
|                                                                                               | Albert Dionne (sortant) | Libéral         | 10 720         | 52,2 % | 911  |
|                                                                                               | Gétan Bérubé            | Union nationale | 9 809          | 47,8 % | -    |
| Total                                                                                         | Total                   | Total           | 20 529         | 100 %  |      |
| Le taux de participation lors de l'élection était de 82,7 % et 274 bulletins ont été rejetés. |                         |                 |                |        |      |

|                                                                                               | Nom                     | Parti           | Nombre de voix | %      | Maj.  |
| --------------------------------------------------------------------------------------------- | ----------------------- | --------------- | -------------- | ------ | ----- |
|                                                                                               | Albert Dionne (sortant) | Libéral         | 11 585         | 55,8 % | 2 422 |
|                                                                                               | Roméo Crevier           | Union nationale | 9 163          | 44,2 % | -     |
| Total                                                                                         | Total                   | Total           | 20 748         | 100 %  |       |
| Le taux de participation lors de l'élection était de 85,7 % et 223 bulletins ont été rejetés. |                         |                 |                |        |       |

|                                                                                             | Nom           | Parti           | Nombre de voix | %      | Maj. |
| ------------------------------------------------------------------------------------------- | ------------- | --------------- | -------------- | ------ | ---- |
|                                                                                             | Albert Dionne | Libéral         | 9 911          | 51,1 % | 408  |
|                                                                                             | Émile Gagnon  | Union nationale | 9 503          | 48,9 % | -    |
| Total                                                                                       | Total         | Total           | 19 414         | 100 %  |      |
| Le taux de participation lors de l'élection était de 85 % et 188 bulletins ont été rejetés. |               |                 |                |        |      |

|                                                                                               | Nom                       | Parti                       | Nombre de voix | %      | Maj. |
| --------------------------------------------------------------------------------------------- | ------------------------- | --------------------------- | -------------- | ------ | ---- |
|                                                                                               | Alfred Dubé (sortant)     | Union nationale             | 9 210          | 52 %   | 981  |
|                                                                                               | Charles-Alphonse Beaulieu | Libéral                     | 8 229          | 46,5 % | -    |
|                                                                                               | Ernest Boulanger          | Union nationale indépendant | 256            | 1,4 %  | -    |
| Total                                                                                         | Total                     | Total                       | 17 695         | 100 %  |      |
| Le taux de participation lors de l'élection était de 83,7 % et 191 bulletins ont été rejetés. |                           |                             |                |        |      |

|                                                                                               | Nom                           | Parti               | Nombre de voix | %      | Maj.  |
| --------------------------------------------------------------------------------------------- | ----------------------------- | ------------------- | -------------- | ------ | ----- |
|                                                                                               | Alfred Dubé (sortant)         | Union nationale     | 7 819          | 44,8 % | 1 439 |
|                                                                                               | Joseph-Thomas-Arthur Gendreau | Libéral             | 6 380          | 36,6 % | -     |
|                                                                                               | Antoine Pelletier             | Union des électeurs | 3 252          | 18,6 % | -     |
| Total                                                                                         | Total                         | Total               | 17 451         | 100 %  |       |
| Le taux de participation lors de l'élection était de 85,6 % et 181 bulletins ont été rejetés. |                               |                     |                |        |       |

|                                                                                               | Nom             | Parti           | Nombre de voix | %      | Maj.  |
| --------------------------------------------------------------------------------------------- | --------------- | --------------- | -------------- | ------ | ----- |
|                                                                                               | Alfred Dubé     | Union nationale | 7 437          | 51,7 % | 1 417 |
|                                                                                               | Maurice Tessier | Libéral         | 6 020          | 41,9 % | -     |
| Total                                                                                         | Total           | Total           | 14 377         | 100 %  |       |
| Le taux de participation lors de l'élection était de 79,9 % et 104 bulletins ont été rejetés. |                 |                 |                |        |       |

|                                                                                              | Nom                   | Parti           | Nombre de voix | %      | Maj. |
| -------------------------------------------------------------------------------------------- | --------------------- | --------------- | -------------- | ------ | ---- |
|                                                                                              | Louis-Joseph Moreault | Libéral         | 3 584          | 54,6 % | 690  |
|                                                                                              | Alfred Dubé (sortant) | Union nationale | 2 894          | 44,1 % | -    |
|                                                                                              | Jean-Robert Deschênes | ALN             | 83             | 1,3 %  | -    |
| Total                                                                                        | Total                 | Total           | 6 561          | 100 %  |      |
| Le taux de participation lors de l'élection était de 83,3 % et 32 bulletins ont été rejetés. |                       |                 |                |        |      |

| | Nom                             | Parti           | Nombre de voix | %      | Maj. |
| --------------------------------------------------------------------------------------------------- | ------------------------------- | --------------- | -------------- | ------ | ---- |
| | Alfred Dubé                     | Union nationale | 3 491          | 55,2 % | 652  |
| | Louis-Joseph Moreault (sortant) | Libéral         | 2 839          | 44,8 % | -    |
| Total                                                                                               | Total                           | Total           | 6 330          | 100 %  |      |
| Le taux de participation lors de l'élection était de 51 626,9 % et 7 093 bulletins ont été rejetés. |                                 |                 |                |        |      |

|                                                                                              | Nom                             | Parti   | Nombre de voix | %      | Maj. |
| -------------------------------------------------------------------------------------------- | ------------------------------- | ------- | -------------- | ------ | ---- |
|                                                                                              | Louis-Joseph Moreault (sortant) | Libéral | 3 055          | 53,5 % | 399  |
|                                                                                              | Alfred Dubé                     | ALN     | 2 656          | 46,5 % | -    |
| Total                                                                                        | Total                           | Total   | 5 711          | 100 %  |      |
| Le taux de participation lors de l'élection était de 79,5 % et 14 bulletins ont été rejetés. |                                 |         |                |        |      |

|                                                                                              | Nom                             | Parti        | Nombre de voix | %      | Maj. |
| -------------------------------------------------------------------------------------------- | ------------------------------- | ------------ | -------------- | ------ | ---- |
|                                                                                              | Louis-Joseph Moreault (sortant) | Libéral      | 2 455          | 52,2 % | 211  |
|                                                                                              | Joseph-Alphonse-Elzéar Côté     | Conservateur | 2 244          | 47,8 % | -    |
| Total                                                                                        | Total                           | Total        | 4 699          | 100 %  |      |
| Le taux de participation lors de l'élection était de 87,8 % et 13 bulletins ont été rejetés. |                                 |              |                |        |      |

|                                                                                              | Nom                             | Parti        | Nombre de voix | %     | Maj.  |
| -------------------------------------------------------------------------------------------- | ------------------------------- | ------------ | -------------- | ----- | ----- |
|                                                                                              | Louis-Joseph Moreault (sortant) | Libéral      | 2 485          | 66 %  | 1 203 |
|                                                                                              | Elzéar-Auguste Côté             | Conservateur | 1 282          | 34 %  | -     |
| Total                                                                                        | Total                           | Total        | 3 767          | 100 % |       |
| Le taux de participation lors de l'élection était de 76,4 % et 22 bulletins ont été rejetés. |                                 |              |                |       |       |

|                                                                                              | Nom                   | Parti        | Nombre de voix | %      | Maj. |
| -------------------------------------------------------------------------------------------- | --------------------- | ------------ | -------------- | ------ | ---- |
|                                                                                              | Louis-Joseph Moreault | Libéral      | 1 934          | 64,5 % | 871  |
|                                                                                              | Pantaléon Morissette  | Conservateur | 1 063          | 35,5 % | -    |
| Total                                                                                        | Total                 | Total        | 2 997          | 100 %  |      |
| Le taux de participation lors de l'élection était de 67,1 % et 25 bulletins ont été rejetés. |                       |              |                |        |      |

|       | Nom                               | Parti   | Nombre de voix    | %                 | Maj.              |
| ----- | --------------------------------- | ------- | ----------------- | ----------------- | ----------------- |
|       | Auguste-Maurice Tessier (sortant) | Libéral | (sans opposition) | (sans opposition) | (sans opposition) |
| Total | Total                             | Total   | -                 | -                 |                   |

|       | Nom                               | Parti   | Nombre de voix    | %                 | Maj.              |
| ----- | --------------------------------- | ------- | ----------------- | ----------------- | ----------------- |
|       | Auguste-Maurice Tessier (sortant) | Libéral | (sans opposition) | (sans opposition) | (sans opposition) |
| Total | Total                             | Total   | -                 | -                 |                   |

|                                                                                              | Nom                     | Parti        | Nombre de voix | %      | Maj. |
| -------------------------------------------------------------------------------------------- | ----------------------- | ------------ | -------------- | ------ | ---- |
|                                                                                              | Auguste-Maurice Tessier | Libéral      | 1 616          | 53,1 % | 190  |
|                                                                                              | Elzéar Sasseville       | Conservateur | 1 426          | 46,9 % | -    |
| Total                                                                                        | Total                   | Total        | 3 042          | 100 %  |      |
| Le taux de participation lors de l'élection était de 77,7 % et 29 bulletins ont été rejetés. |                         |              |                |        |      |

|                                                                                              | Nom                            | Parti        | Nombre de voix | %     | Maj.  |
| -------------------------------------------------------------------------------------------- | ------------------------------ | ------------ | -------------- | ----- | ----- |
|                                                                                              | Pierre-Émile D’Anjou (sortant) | Libéral      | 1 812          | 71 %  | 1 072 |
|                                                                                              | Louis-Napoléon Asselin         | Conservateur | 740            | 29 %  | -     |
| Total                                                                                        | Total                          | Total        | 2 552          | 100 % |       |
| Le taux de participation lors de l'élection était de 75,2 % et 29 bulletins ont été rejetés. |                                |              |                |       |       |

|                                                                                              | Nom                  | Parti   | Nombre de voix | %      | Maj. |
| -------------------------------------------------------------------------------------------- | -------------------- | ------- | -------------- | ------ | ---- |
|                                                                                              | Pierre-Émile D’Anjou | Libéral | 1 334          | 51,8 % | 91   |
|                                                                                              | Henri-Romuald Fiset  | Libéral | 1 243          | 48,2 % | -    |
| Total                                                                                        | Total                | Total   | 2 577          | 100 %  |      |
| Le taux de participation lors de l'élection était de 75,9 % et 30 bulletins ont été rejetés. |                      |         |                |        |      |

|       | Nom                       | Parti   | Nombre de voix    | %                 | Maj.              |
| ----- | ------------------------- | ------- | ----------------- | ----------------- | ----------------- |
|       | Auguste Tessier (sortant) | Libéral | (sans opposition) | (sans opposition) | (sans opposition) |
| Total | Total                     | Total   | -                 | -                 |                   |

|                                                                                              | Nom                       | Parti        | Nombre de voix | %      | Maj. |
| -------------------------------------------------------------------------------------------- | ------------------------- | ------------ | -------------- | ------ | ---- |
|                                                                                              | Auguste Tessier (sortant) | Libéral      | 1 418          | 69,2 % | 788  |
|                                                                                              | Liguori Desjardins        | Conservateur | 630            | 30,8 % | -    |
| Total                                                                                        | Total                     | Total        | 2 048          | 100 %  |      |
| Le taux de participation lors de l'élection était de 63,1 % et 10 bulletins ont été rejetés. |                           |              |                |        |      |

|       | Nom                       | Parti   | Nombre de voix    | %                 | Maj.              |
| ----- | ------------------------- | ------- | ----------------- | ----------------- | ----------------- |
|       | Auguste Tessier (sortant) | Libéral | (sans opposition) | (sans opposition) | (sans opposition) |
| Total | Total                     | Total   | -                 | -                 |                   |

|                                                                                              | Nom                       | Parti        | Nombre de voix | %      | Maj. |
| -------------------------------------------------------------------------------------------- | ------------------------- | ------------ | -------------- | ------ | ---- |
|                                                                                              | Auguste Tessier (sortant) | Libéral      | 1 202          | 55,6 % | 241  |
|                                                                                              | Rodolphe-Alfred Drapeau   | Conservateur | 961            | 44,4 % | -    |
| Total                                                                                        | Total                     | Total        | 2 163          | 100 %  |      |
| Le taux de participation lors de l'élection était de 81,1 % et 37 bulletins ont été rejetés. |                           |              |                |        |      |

|                                                                                              | Nom                       | Parti        | Nombre de voix | %      | Maj. |
| -------------------------------------------------------------------------------------------- | ------------------------- | ------------ | -------------- | ------ | ---- |
|                                                                                              | Auguste Tessier (sortant) | Libéral      | 964            | 51,4 % | 53   |
|                                                                                              | Louis Taché               | Conservateur | 911            | 48,6 % | -    |
| Total                                                                                        | Total                     | Total        | 1 875          | 100 %  |      |
| Le taux de participation lors de l'élection était de 71,4 % et 11 bulletins ont été rejetés. |                           |              |                |        |      |

|                                                                                              | Nom                       | Parti        | Nombre de voix | %      | Maj. |
| -------------------------------------------------------------------------------------------- | ------------------------- | ------------ | -------------- | ------ | ---- |
|                                                                                              | Auguste Tessier (sortant) | Libéral      | 1 096          | 62,2 % | 430  |
|                                                                                              | Louis-Napoléon Côté       | Conservateur | 666            | 37,8 % | -    |
| Total                                                                                        | Total                     | Total        | 1 762          | 100 %  |      |
| Le taux de participation lors de l'élection était de 66,1 % et 15 bulletins ont été rejetés. |                           |              |                |        |      |

|                                                                                              | Nom                       | Parti        | Nombre de voix | %      | Maj. |
| -------------------------------------------------------------------------------------------- | ------------------------- | ------------ | -------------- | ------ | ---- |
|                                                                                              | Auguste Tessier (sortant) | Libéral      | 1 786          | 52,4 % | 166  |
|                                                                                              | Louis-Napoléon Asselin    | Conservateur | 1 620          | 47,6 % | -    |
| Total                                                                                        | Total                     | Total        | 3 406          | 100 %  |      |
| Le taux de participation lors de l'élection était de 68,3 % et 47 bulletins ont été rejetés. |                           |              |                |        |      |

|                                                                                              | Nom                              | Parti        | Nombre de voix | %      | Maj. |
| -------------------------------------------------------------------------------------------- | -------------------------------- | ------------ | -------------- | ------ | ---- |
|                                                                                              | Édouard-Onésiphore Martin        | Libéral      | 1 729          | 50,9 % | 61   |
|                                                                                              | Louis-Napoléon Asselin (sortant) | Conservateur | 1 668          | 49,1 % | -    |
| Total                                                                                        | Total                            | Total        | 3 397          | 100 %  |      |
| Le taux de participation lors de l'élection était de 71,7 % et 82 bulletins ont été rejetés. |                                  |              |                |        |      |

|                                                                                              | Nom                     | Parti        | Nombre de voix | %      | Maj. |
| -------------------------------------------------------------------------------------------- | ----------------------- | ------------ | -------------- | ------ | ---- |
|                                                                                              | Louis-Napoléon Asselin  | Conservateur | 1 463          | 51,3 % | 72   |
|                                                                                              | Joseph Parent (sortant) | Libéral      | 1 391          | 48,7 % | -    |
| Total                                                                                        | Total                   | Total        | 2 854          | 100 %  |      |
| Le taux de participation lors de l'élection était de 58,9 % et 65 bulletins ont été rejetés. |                         |              |                |        |      |

|                                                                                             | Nom                    | Parti        | Nombre de voix | %      | Maj. |
| ------------------------------------------------------------------------------------------- | ---------------------- | ------------ | -------------- | ------ | ---- |
|                                                                                             | Joseph Parent          | Libéral      | 959            | 45,1 % | 351  |
|                                                                                             | Louis-Napoléon Asselin | Conservateur | 608            | 28,6 % | -    |
|                                                                                             | Louis-Napoléon Côté    | Conservateur | 560            | 26,3 % | -    |
| Total                                                                                       | Total                  | Total        | 2 127          | 100 %  |      |
| Le taux de participation lors de l'élection était de 46,2 % et 0 bulletins ont été rejetés. |                        |              |                |        |      |

|                                                                                             | Nom                          | Parti        | Nombre de voix | %     | Maj. |
| ------------------------------------------------------------------------------------------- | ---------------------------- | ------------ | -------------- | ----- | ---- |
|                                                                                             | Alexandre Chauveau (sortant) | Libéral      | 1 689          | 50 %  | 1    |
|                                                                                             | Roch-Pamphile Vallée         | Conservateur | 1 688          | 50 %  | -    |
| Total                                                                                       | Total                        | Total        | 3 377          | 100 % |      |
| Le taux de participation lors de l'élection était de 79,6 % et 0 bulletins ont été rejetés. |                              |              |                |       |      |

|       | Nom                          | Parti                    | Nombre de voix    | %                 | Maj.              |
| ----- | ---------------------------- | ------------------------ | ----------------- | ----------------- | ----------------- |
|       | Alexandre Chauveau (sortant) | Conservateur indépendant | (sans opposition) | (sans opposition) | (sans opposition) |
| Total | Total                        | Total                    | -                 | -                 |                   |

|                                                                                           | Nom                   | Parti                    | Nombre de voix | %      | Maj. |
| ----------------------------------------------------------------------------------------- | --------------------- | ------------------------ | -------------- | ------ | ---- |
|                                                                                           | Alexandre Chauveau    | Conservateur             | 941            | 54,1 % | 144  |
|                                                                                           | Jean-B. Romuald Fiset | Conservateur indépendant | 797            | 45,9 % | -    |
| Total                                                                                     | Total                 | Total                    | 1 738          | 100 %  |      |
| Le taux de participation lors de l'élection était de 48 % et 0 bulletins ont été rejetés. |                       |                          |                |        |      |

|                                                                                             | Nom                    | Parti        | Nombre de voix | %      | Maj. |
| ------------------------------------------------------------------------------------------- | ---------------------- | ------------ | -------------- | ------ | ---- |
|                                                                                             | Louis-Honoré Gosselin  | Conservateur | 939            | 57,5 % | 656  |
|                                                                                             | Joseph Magloire Hudon  | Conservateur | 283            | 17,3 % | -    |
|                                                                                             | Désiré Bégin           | Conservateur | 217            | 13,3 % | -    |
|                                                                                             | Joseph Garon (sortant) | Conservateur | 193            | 11,8 % | -    |
| Total                                                                                       | Total                  | Total        | 1 632          | 100 %  |      |
| Le taux de participation lors de l'élection était de 46,3 % et 0 bulletins ont été rejetés. |                        |              |                |        |      |

|                                                                                             | Nom          | Parti        | Nombre de voix | %     | Maj. |
| ------------------------------------------------------------------------------------------- | ------------ | ------------ | -------------- | ----- | ---- |
|                                                                                             | Joseph Garon | Conservateur | 1 409          | 77 %  | 988  |
|                                                                                             | Désiré Bégin | Conservateur | 421            | 23 %  | -    |
| Total                                                                                       | Total        | Total        | 1 830          | 100 % |      |
| Le taux de participation lors de l'élection était de 60,2 % et 0 bulletins ont été rejetés. |              |              |                |       |      |

## Élus par acclamation
Il arrivait parfois qu'un seul candidat se présente. En ce cas, il n'y avait pas réellement d'élection et le député était simplement désigné. En hommage aux assemblées d'origines ou les candidats étaient départagés par une foule applaudissant le processus est appelé « élection par acclamation ». Voir la page consacrée du site de l'Assemblée Nationale. Dans Rimouski, ce type d'élection a eu lieu à cinq reprises, pour trois députés différents.
- Alexandre Chauveau : 1875 ;
- Auguste Tessier : 1900 et 1905 ;
- Auguste-Maurice Tessier : 1916 et 1919.